# جورجي إلياف
جورجي إلياف (و. 1946  م) هو لاعب هوكي الجليد بلغاري، ولد في صوفيا، شارك في الألعاب الأولمبية الشتوية 1976، مركز لعبه هو مدافع ‏.

## روابط خارجية
- جورجي إلياف على موقع EliteProspects.com (الإنجليزية)
- جورجي إلياف على موقع أوليمبيديا (الإنجليزية)